# Indigofera cordifolia
Indigofera cordifolia är en ärtväxtart som beskrevs av Albrecht Wilhelm Roth. Indigofera cordifolia ingår i släktet indigosläktet, och familjen ärtväxter. Inga underarter finns listade i Catalogue of Life.